# Harriet Bland
Harriet Claiborne Bland-Green (Saint Louis, 13 febbraio 1915 – Fort Worth, 6 novembre 1991) è stata una velocista statunitense, campionessa olimpica della staffetta 4×100 metri ai Giochi di Berlino 1936.

## Biografia
Ai Giochi olimpici di Berlino 1936 vinse la medaglia d'oro nella staffetta 4×100 metri con le connazionali Annette Rogers, Betty Robinson e Helen Stephens.

## Palmarès
| Anno | Manifestazione  | Sede    | Evento      | Risultato | Prestazione | Note |
| ---- | --------------- | ------- | ----------- | --------- | ----------- | ---- |
| 1936 | Giochi olimpici | Berlino | 100 m piani | Batteria  | n/d         |      |
| 1936 | Giochi olimpici | Berlino | 4×100 m     | Oro       | 46"9        |      |